# Bazaly
El Bazaly es un estadio de fútbol ubicado en Ostrava, República Checa. Fue inaugurado el 19 de abril de 1959 y tiene una capacidad para 17 372 espectadores, siendo el estadio en el que disputa sus partidos el FC Baník Ostrava. Está localizado en el distrito de Slezská Ostrava, en la parte silesia de la ciudad, al lado del río Ostravice.
El estadio fue remodelado en 2003, añadiendo nuevos asientos, salas vip, vestuarios y salas de prensa, con un coste de 30 millones de coronas checas, alrededor de un millón de euros. La banda de heavy metal Iron Maiden actuó el 6 de junio de 2007 ante 38 000 espectadores, siendo el mayor concierto de rock en la ciudad de Ostrava.

## Galería

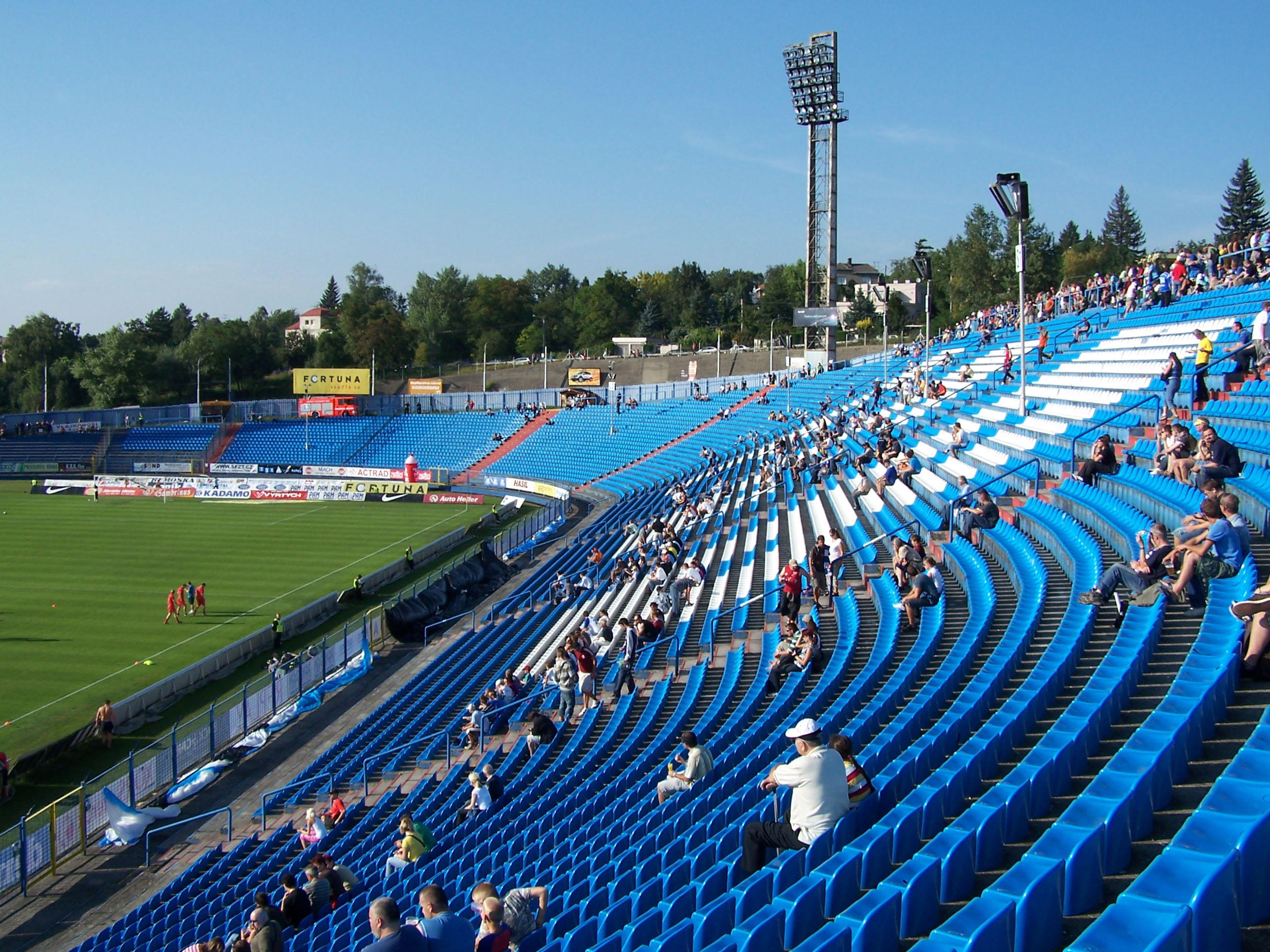
Vista del estadio
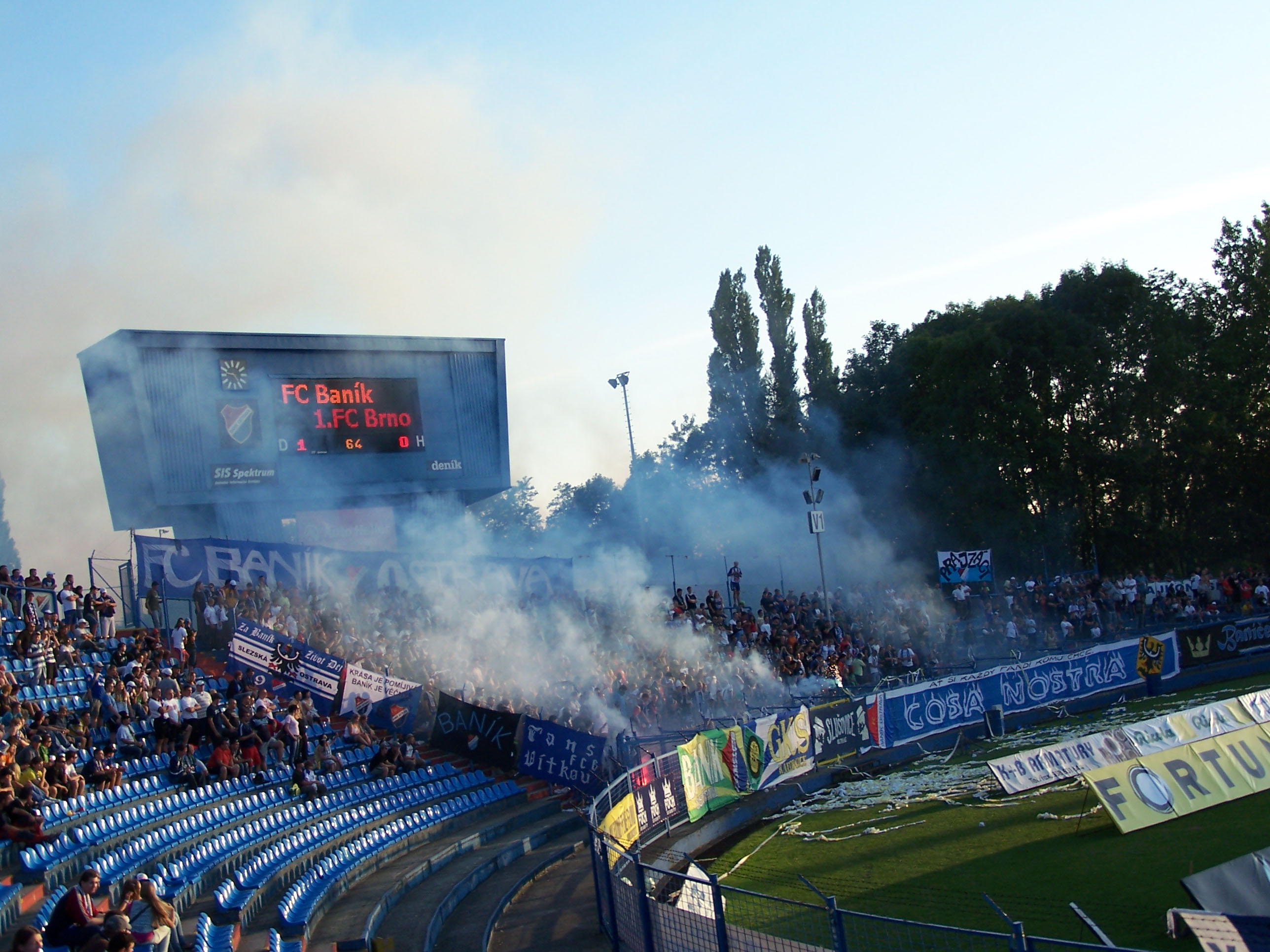
Vista interior del estadio
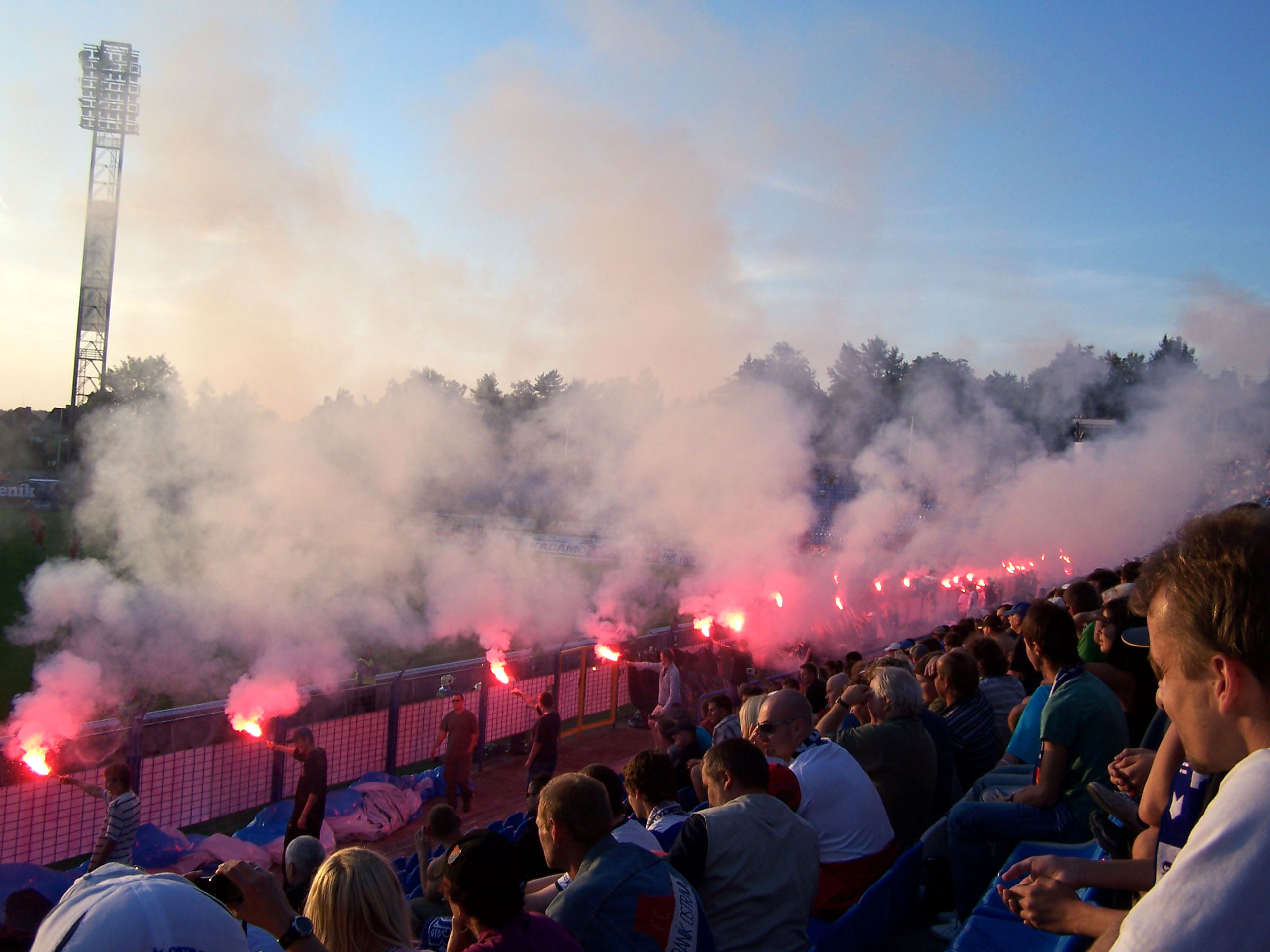
Bengalas en las gradas
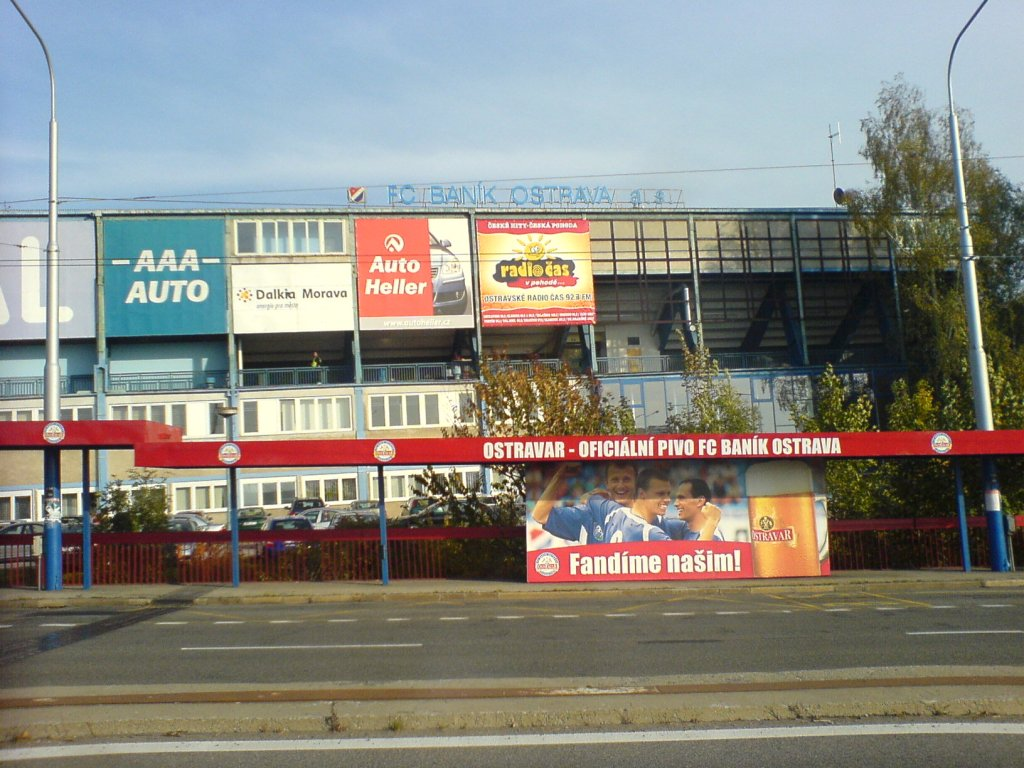
Exterior del estadio
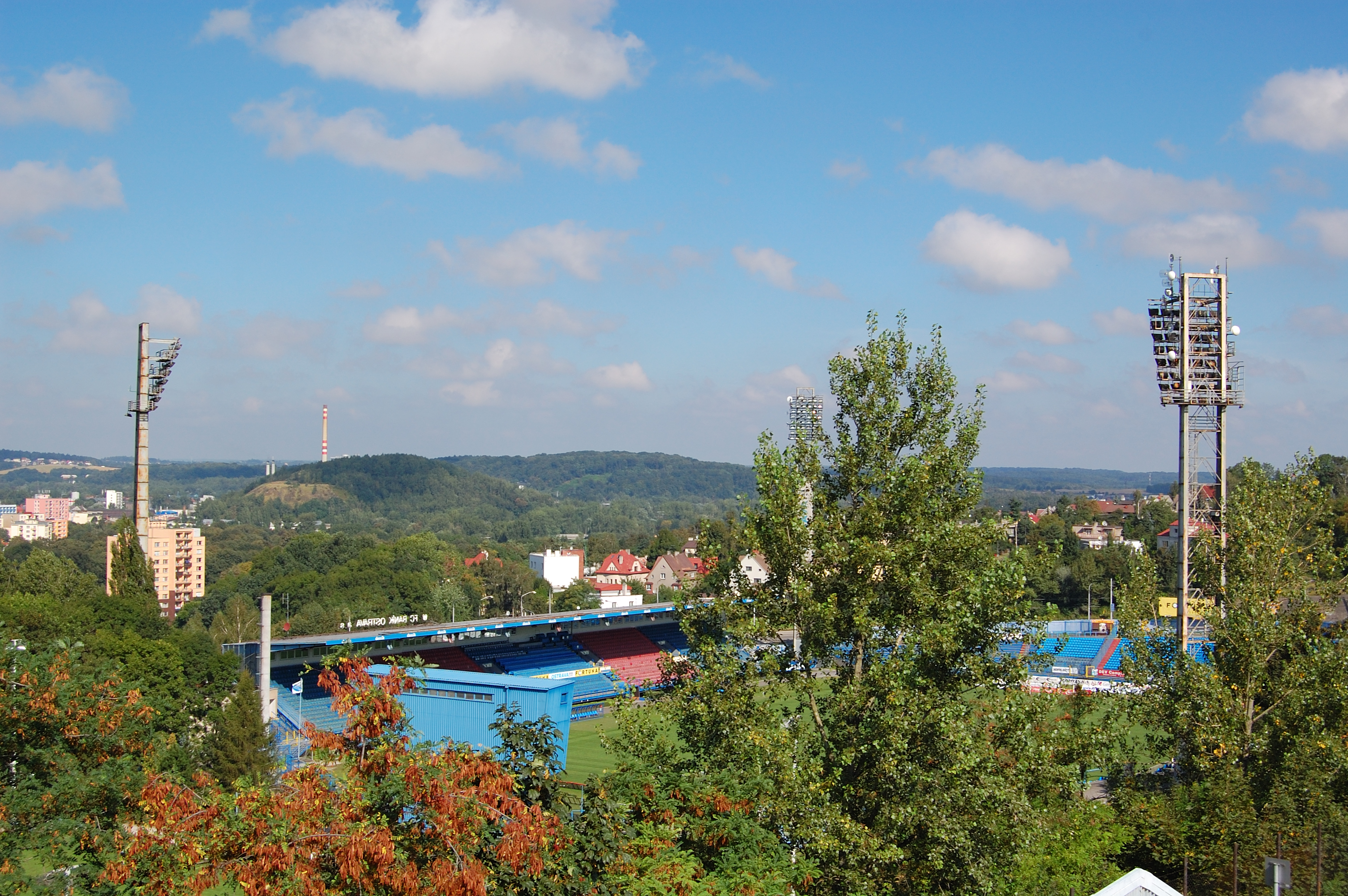
Exterior del estadio